# Braunau am Inn
Braunau am Inn és una petita ciutat fronterera austríaca, situada a 60 km al nord de Salzburg, a l'estat d'Alta Àustria. Té uns 17.000 habitants. El 20 d'abril de 1889 hi va néixer Adolf Hitler.
El 1989, l'alcalde Gerhard Skiba erigí un monument contra la guerra i el feixisme davant de la casa natal del dictador. L'associació per la història contemporània organitza des de 1992 els «Dies de la història contemporània de Braunau» (Braunauer Zeitgeschichte-Tage), i des de 1998, el servei austríac de la memòria (alemany: Österreichischer Gedenkdienst) celebra reunions a Braunau.
El 2000, el diari local Braunauer Rundschau va iniciar la recollida de signatures Braunau setzte ein Zeichen ('Braunau dona un senyal').
La que fora casa natal de Hitler fou posteriorment un lloc per rehabilitació de nens amb problemes mentals. La pedra que es troba enfront d'aquesta casa, va ser portada des de Mauthausen, un camp de concentració no gaire llunyà, en protesta contra el nazisme i els tristos actes liderats per Hitler. El 2016, el govern federal decidí expropiar l'edifici per evitar que es convertís en un lloc de pelegrinatge de neonazis.